# Étoile Sportive Football Club Malley Lausanne
Il Étoile Sportive Football Club Malley Lausanne (abbreviato ES FC Malley LS) è una società calcistica svizzera, con sede a Losanna, capitale del Canton Vaud. Milita attualmente nella Seconda Lega, la sesta divisione del campionato svizzero. Come miglior risultato vanta diverse stagioni (13) in Nationalliga B, l'attuale Challenge League, la seconda divisione nazionale.

## Storia
Fondata nel 1927, nel 1935 crea anche una squadra "junior" ed una "veterani".
Nell'immediato secondo dopoguerra, nella stagione 1948-49 il Malley raggiunge lo storico obiettivo delle semifinali della Coppa Svizzera. Qui viene sconfitto dal più blasonato Grasshopper Club Zürich per 3-0.
Questo importante risultato dà slancio alla compagine vodese, che nel decennio successivo (anni cinquanta), conoscerà uno dei migliori periodi della sua storia, nel quale disputerà ben 7 campionati consecutivi di Nationalliga B (la seconda divisione, tra il 1951-52 ed il 1957-58). Migliori risultati di questo periodo, i terzi posti delle stagioni 1952-53 e 1953-54.
Dopo quasi un trentennio, poco fortunato, caratterizzato da militanze in Prima e Seconda Lega, negli anni ottanta, il Malley conosce nuovo splendore, tornando a giocare per altre 6 stagioni consecutive (dal 1986-87 al 1991-92) in Nationalliga B, dove ha l'opportunità anche di disputare alcuni play-off promozione, pur tuttavia non riuscendo mai a conquistare l'agognata massima serie. Di questo periodo si segnala l'aggregazione alla prima squadra di un giovane sedicenne che avrebbe in seguito fatto la fortuna del calcio elvetico, Stéphane Chapuisat.
Nel 1992, nonostante un buon piazzamento finale in Nationalliga B, la squadra entra in una severa crisi finanziaria, che ha come prima conseguenza la revoca della licenza per la NLB, che non verrà più raggiunta. La crisi vedrà la sua fine per merito di un gruppo privato di 6 persone, che si prendono carico di risolvere i problemi economici della squadra.
Dopo aver militato per alcune stagioni in Seconda Lega e poi in Seconda Lega interregionale, il Malley ora milita nella terza serie nazionale, la Prima Lega.

## Palmarès

### Competizioni nazionali
- Prima Lega: 1

1950-1951

### Competizioni interregionali
- Seconda Lega interregionale: 1

2001-2002 (gruppo 1)

### Altri piazzamenti
- Coppa Svizzera:

Semifinalista: 1948-1949
- Challenge League:

Terzo posto: 1952-1953, 1953-1954